# Saprotrofia

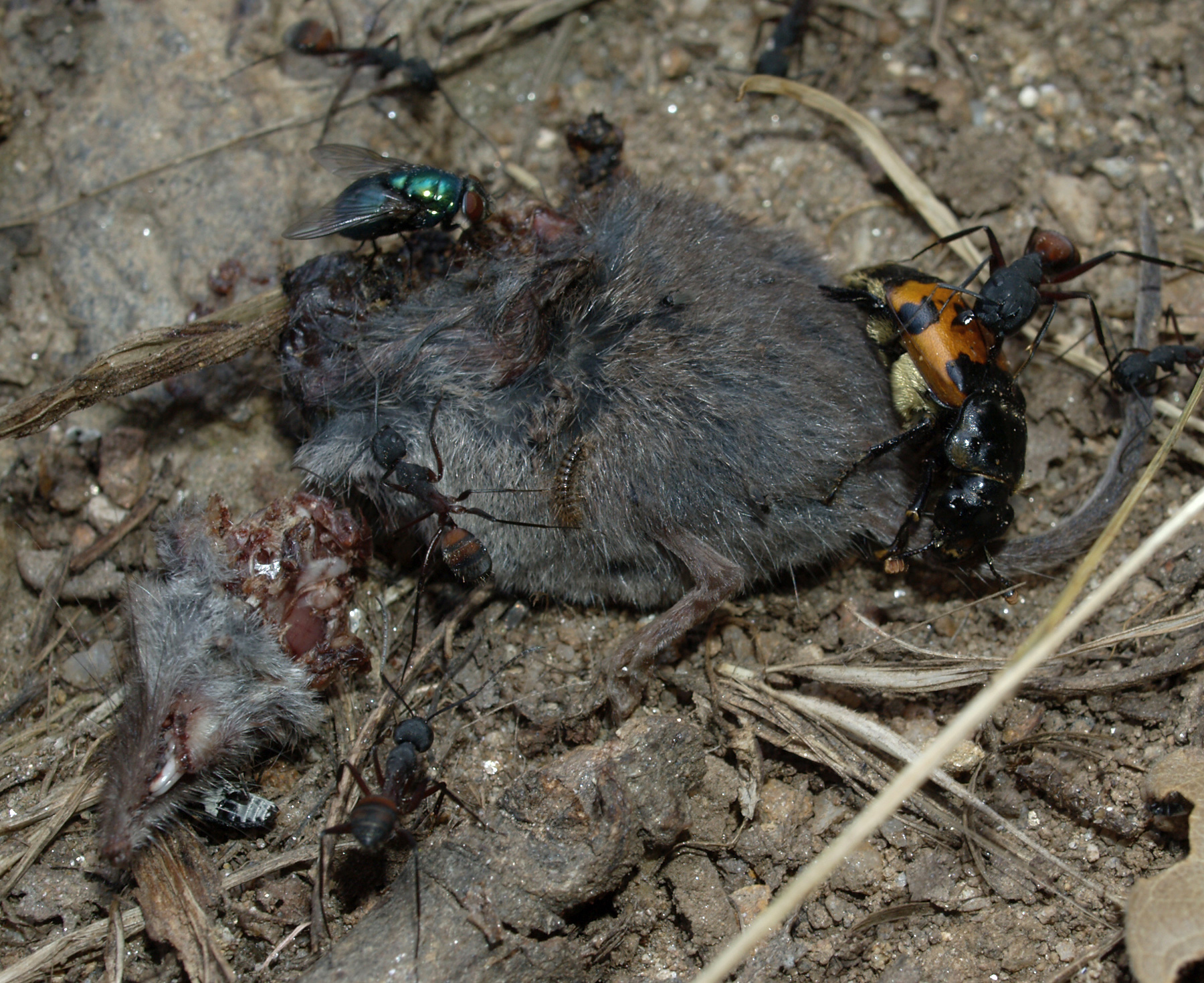
Concentración de insectos saprófagos sobre los restos de una musaraña.

En ecología, se llama saprotrofia a la dependencia que muchos organismos, llamados saprótrofos, tienen para su nutrición de los residuos procedentes de otros organismos, tales como hojas muertas, cadáveres o excrementos, con una digestión extracelular y externa. También se puede llamar al fenómeno saprobiosis y a los organismos que lo representan, saprobios (generalmente usado como adjetivo) o saprobiontes. Contribuyen a la descomposición de la materia orgánica y mantienen la fertilidad del suelo.
Entre los saprótrofos pueden distinguirse los saprótrofos obligados, es decir, aquellos que no tienen otra manera de recabar nutrientes, y los saprótrofos facultativos, aquellos que durante la mayor parte de su vida emplean otro medio de nutrición y sólo son saprótrofos durante una fase, como la normalmente parásita Venturia pyrina.
Un saprófito (del griego σαπρος, saprós, "podrido" y φυτος fitos, "planta") es un organismo heterótrofo que obtiene su energía de materia orgánica muerta o de los detritos desechados por otros seres vivos, de los cuales extrae los compuestos orgánicos que requiere como nutrientes. El término es sólo aplicable a organismos osmótrofos, tradicionalmente tratados como vegetales, aunque rara vez son plantas en sentido estricto, siendo más a menudo protistas, y sobre todo bacterias u hongos. algunos hongos saprobios tienen la capacidad de modificar el pH del medio, estos hongos son generalmente hongos verdes que pertenecen al género Penicillium, también están los hongos negros o dematiáceos. Bacterias del género Pseudomonas también presentan la capacidad de crecer en presencia de gentamicida y pueden cambiar el color del medio a amarillo o rojo. El uso de este término sigue siendo corriente, a pesar de la pérdida de contenido que el concepto de vegetal ha sufrido con el progreso de la clasificación. reino vegetal. El uso que en ecología tiene la palabra descomponedor la aproxima a este significado, aunque también se usa a veces en el sentido más amplio de saprótrofo.

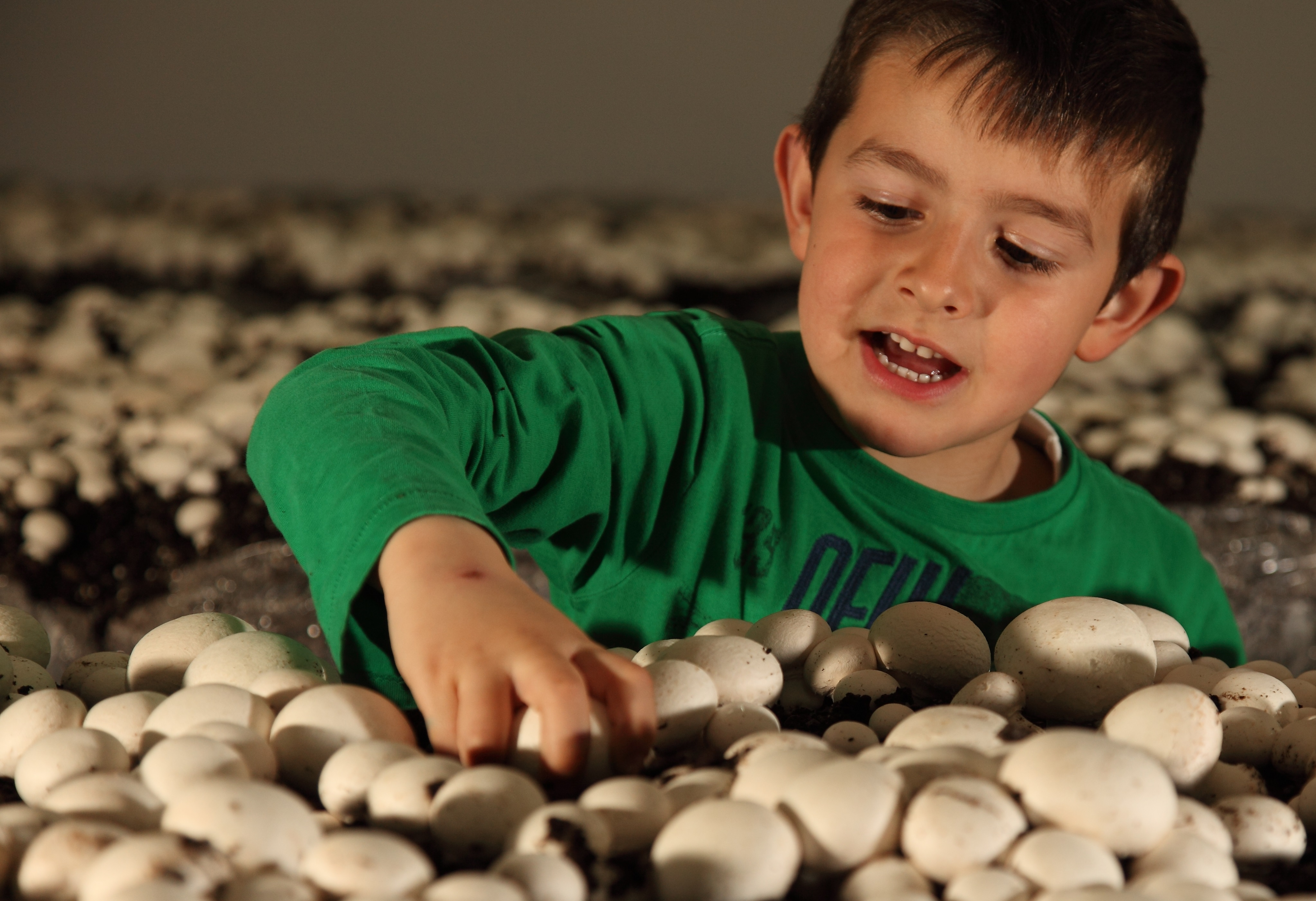
Cultivo de champiñón (Agaricus bisporus) en Pradejón (La Rioja).

Los saprofitos son casi invariablemente organismos cuyas células están dotadas de pared, que realizan una nutrición osmótrofa. Primero secretan enzimas que hidrolizan las moléculas orgánicas de los residuos, liberando así biomoléculas solubles que luego absorben por ósmosis a través de sus cubiertas celulares, la pared celular y la membrana plasmática. La suya es una actividad crucial en la cadena trófica, pues es el primer paso de un proceso, la descomposición, que devuelve al entorno en forma de iones libres los componentes empleados por los organismos muertos, cerrando los ciclos de los nutrientes. Los descomponedores actúan sobre todas las clase de restos orgánicos y en algunos casos, solo ellos son capaces de reutilizar provechosamente algunos compuestos.
Durante mucho tiempo se consideró que algunas plantas —algunas orquídeas y todas las especies de la familia Monotropaceae— que carecen de clorofila y son incapaces por lo tanto de fotosintetizar la energía que requieren eran también saprótrofas. Sin embargo, investigaciones recientes señalan que estas plantas en realidad parasitan a otros vegetales, a menudo empleando un hongo con el que sus raíces están en relación simbiótica (una relación micorrizal); la literatura contemporánea las denomina mico-heterótrofas. Ejemplos de esta clase de plantas incluyen la Monotropa uniflora y la Neottia nidus-avis.
Los saprófagos son organismos de alimentación fagótrofa que ingieren activamente material sólido, en lugar de sustancias disueltas, al que luego digieren dentro del marco del organismo, en fagosomas los unicelulares, en el tubo digestivo los animales pluricelulares. Se llama «detritívoros» sobre todo a los pequeños fagótrofos que procesan residuos sobre todo vegetales, y que son muy importantes en el edafón, es decir, la biota del suelo. El término se utiliza también, menos habitualmente, para referirse a animales que se alimentan de carroña, como los buitres o las hienas.